# تأريخ مطلق
التأريخ المطلق أو تحديد العمر الحقيقي هو عملية تحديد العمر المحوسب التقريبي في علم الآثار والجيولوجيا. ويُفضل بعض العلماء استخدام مصطلحات العمر الميقاتي أو تحديد العمر بالتقويم لأن استخدام كلمة «الحقيقي» ينطوي على ثقة ودقة غير مضمونتين. وتقدم طريقة التأريخ المطلق عمرًا عدديًا محوسبًا عكس طريقة التأريخ النسبي التي لا تقدم إلا ترتيبًا للأحداث.
وفي علم الآثار، عادة ما تعتمد طريقة التأريخ المطلق على الخصائص الفيزيائية أو الكيميائية لمواد القطع الآثرية أو المباني أو العناصر الأخرى التي قام البشر بتعديلها. ولا تخبرنا الأعمار الحقيقية بالضرورة متى وقع بالضبط أحد الأحداث الثقافية المعينة، ولكن عندما تؤخذ كجزء من السجلات الأثرية الشاملة فإنها تكون مفيدة للغاية في بناء تسلسل أكثر تحديدًا للأحداث.

## التقنيات الإشعاعية
يعتمد التأريخ الإشعاعي على معدل معروف وثابت لانحلال النظائر المشعة في نظائرها الوليدة المولدة بالإشعاع. وتعد النظائر المحددة مناسبة لمختلف التطبيقات كوظيفة لنوع الذرات الموجودة في الصخور أو المعادن وعمرها التقريبي. على سبيل المثال، لا يمكن استخدام التقنيات ذات الأعمار النصفية القصيرة لتأريخ المواد التي ترجع أعمارها في الترتيب إلى مليارات السنين، لأن الكميات التي يمكن كشفها للمواد المشعة والنظائر ستكون صغيرة جدًا لقياس عدم التأكد من المواد الحالية.

### التأريخ بالكربون المشع
يُعد التأريخ بالكربون-14 (أو التأريخ بالكربون المشع) واحدًا من تقنيات تحديد العمر الحقيقي المعروفة والمستخدمة على نطاق واسع، والذي يستخدم لتأريخ البقايا العضوية. وهذه تقنية إشعاعية لأنها تعتمد على الانحلال الإشعاعي، حيث يقوم الإشعاع الكوني الذي يدخل الغلاف الجوي للأرض بإنتاج كربون-14، وتأخذ النباتات الكربون-14 أثناء عملية إنتاج ثاني أكسيد الكربون. يتحرك الكربون-14 إلى أعلى السلسلة الغذائية حيث تأكل الحيوانات النباتات وتأكل الحيوانات المفترسة الحيوانات الأخرى. ومع موت الكائن الحي، يتوقف امتصاص الكربون-14. ويستغرق الأمر 5730 سنة لتتغير نصف كمية الكربون-14 إلى نيتروجين؛ وهذا هو العمر النصفي للكربون-14 وبعد 5730 سنة أخرى لا يبقى من الكربون-14 الأصلي إلا ربع واحد فقط. ومع ذلك، بعد 5730 سنة أخرى لن يبقى منه إلا ثمن واحد فقط. كما يمكن للعلماء تحديد تاريخ وفاة المواد العضوية في إحدى القطع الأثرية أو التحف، وذلك عن طريق قياس الكربون-14 في المواد العضوية.

#### القيود
يجعل العمر النصفي القصير نسبيًا للكربون-14، وهو 5730 سنة، فعاليته لا تصل إلا إلى 75000 سنة. وغالبًا لا تتمكن هذه التقنية من تأريخ الموقع الأثري بشكل أفضل من السجلات التاريخية، ولكنها تكون فعالة للغاية للتواريخ الدقيقة عند مقارنتها بتقنيات تأريخ أخرى مثل تقنية تحديد عمر الأشجار.
وهناك مشكلة أخرى مع تواريخ الكربون-14 من المواقع الأثرية تُعرف باسم مشكلة «الخشب القديم»، فمن الممكن للمواد العضوية مثل الموجودة في الأشجار الميتة، وخاصة في المناخات الجافة والصحراوية، أن تظل في حالتها الطبيعية لمئات السنين قبل أن يستخدمها الناس كحطب أو مواد بناء، والتي تصبح بعدها جزءًا من السجل الأثري. وبالتالي تحديد عمر هذه الشجرة خصيصًا لا يشير بالضرورة إلى متى تم حرقها في النار أو متى تم بناء الهيكل. ولهذا السبب، يفضل العديد من علماء الآثار استخدام عينات من النباتات القصيرة الأجل للتأريخ بالكربون المشع. وقد كان تطوير تأريخ معجل الطيف الكتلي (AMS)، الذي يسمح بالحصول على التاريخ من عينة صغيرة جدًا، مفيدًا جدًا في هذا الصدد.

### تأريخ البوتاسيوم-أرغون
هناك تقنيات تأريخ إشعاعي أخرى توفرت لفترات سابقة. وتعد تقنية التأريخ بالبوتاسيوم-أرغون (K-Ar dating) واحدة من بين التقنيات التي استخدمت على نطاق واسع. ويُعد البوتاسيوم-40 هو النظائر المشعة للبوتاسيوم التي تتحلل إلى أرغون-40. ويُعد العمر النصفي للبوتاسيوم-40 هو 1.3 مليار سنة، أطول بكثير من عمر الكربون-14، مما يسمح بتأريخ العينات الأكثر قدما. ويكون البوتاسيوم منتشرًا في الصخور والمعادن، مما يسمح بتأريخ العديد من العينات التي لها اهتمام تاريخي جيولوجي أو أثري. وعادة لا يتم دمج الأرغون، وهو غاز نبيل، في مثل هذه العينات إلا عند إنتاجها في الموقع من خلال التحلل الإشعاعي. ويكشف التاريخ المقدر عن المرة الأخيرة التي كان فيها الشيء ساخنًا قبل درجة حرارة الإغلاق التي يمكن عندها هروب غاز الأرغون المحبوس من الشبكة. وكان التأريخ بالبوتاسيوم-أرغون يُستخدم لتحديد المقياس الزمني للمغناطيسية القطبية الأرضية.

## كتابات أخرى
- Chronometric dating in archaeology, edited by R.E. Taylor and Martin J. Aitken. New York: Plenum Press (in cooperation with the Society for Archaeological Sciences). 1997.
- "Dating Exhibit - Absolute Dating". Minnesota State University. مؤرشف من الأصل في 2008-02-02. اطلع عليه بتاريخ 2008-01-13.